# Marrone di Caprese Michelangelo
Il Marrone di Caprese Michelangelo DOP è un prodotto ortofrutticolo italiano di denominazione di origine protetta prodotto nel territorio del comune di Caprese Michelangelo e in parte nel territorio del Comune di Anghiari, entrambi nell'Appennino Tosco-Romagnolo in provincia di Arezzo.
Il marrone, varietà della castagna, ha ottenuto la denominazione di origine protetta (D.O.P.) “Marrone di Caprese Michelangelo” ed è riservata esclusivamente ai frutti allo stato fresco e secco della specie Castanea sativa.

## Descrizione del prodotto
La denominazione di origine protetta si riferisce agli acheni, allo stato fresco o essiccato del castagno, nella cultivar locale Marrone di Caprese Michelangelo, appartenente alla varietà Marrone.

## Zona di produzione
La zona di produzione comprende i territori montani del Comune di Caprese Michelangelo e della parte settentrionale del Comune di Anghiari, entrambi in provincia di Arezzo, nella regione Toscana.

## Caratteristiche del prodotto
La denominazione di origine protetta Marrone di Caprese Michelangelo è riservata ai frutti che presentano le seguenti caratteristiche:
- buccia color avana con striature marroni più o meno intense;
- forma dei frutti laterali tendenzialmente ellitticoarrotondata;
- forma del frutto centrale tendenzialmente quadrangolare;
- polpa di colore bianco-avorio poco incisa dall'episperma;
- lieve aroma di mandorla e vaniglia;
- quantità elevata di amido.

Le caratteristiche specifiche del prodotto secco sono inoltre le seguenti:
- frutto sano e integro;
- percentuale di frutto deformato o con tracce di bacatura o di muffa non superiore al 5%;
- colore avorio o paglierino chiaro.

## Storia
Da quanto riportato in alcune fonti storiche, la coltivazione di marroni nel territorio di Caprese Michelangelo e di Anghiari era già un'importante risorsa in epoca etrusca e romana. Si hanno poi notizie circa la presenza del castagno nell'ecosistema forestale locale anche nel periodo storico compreso tra il IX ed il X secolo, durante il dominio degli Arimanni.
La pratica della coltura e della produzione locale del marrone è stata però consolidata e incoraggiata dai monaci benedettini nel tardo Medioevo.
Si narra inoltre che Michelangelo Buonarroti, celeberrimo artista protagonista del rinascimento italiano e originario di Caprese Michelangelo, si cibasse regolarmente, soprattutto nel corso della sua infanzia, di questo tipo di frutto. Per secoli infatti i marroni, grazie al loro valore nutritivo ed energetico e alla loro elevata duttilità in cucina, hanno nutrito gli abitanti del luogo al posto di grano e pane, insieme alla farina di castagne e la polenta, nonché ai suini che pascolavano nei castagneti a fine raccolta.
Il castagno, oltre che dal punto di vista alimentare, risultava importante anche perché il suo legno veniva abitualmente impiegato per la costruzione di mobili, vasi vinari, travi di sostegno per le abitazioni. Quindi, i castagneti si sono presto trasformati da selvatici a domestici, anche grazie all'introduzione della tecnica dell'innesto. Da questo momento in poi l'economia del territorio si è maggiormente incentrata sulla produzione di marroni che costituisce per molte famiglie della zona di Caprese Michelangelo e Anghiari un'attività tramandata di generazione in generazione.

## Caratteristiche del territorio
Il territorio di produzione del Marrone di Caprese Michelangelo DOP si caratterizza per le consistenti riserve idriche di cui sono dotati i terreni, che si presentano come bruni, bruno-acidi e bruno-lisciviati con assenza o comunque un basso quantitativo di carbonati che rendono il suolo stesso acido o sub acido. Per quanto riguarda il clima, le temperature sono di tipo sub-continentale, con inverni mediamente rigidi ed estati miti, con precipitazioni oscillanti intorno a 800 mm l'anno; la geomorfologìa del territorio e l'altitudine implicano la presenza di frequenti e moderate ventilazioni.
Inoltre, la particolare e prolungata esposizione alla luce del sole dei castagneti favorisce una rapida eliminazione, dagli alberi, delle eventuali rugiade estive e l'ottimizzazione dell'illuminazione della chioma arborea è ottenuta grazie alla bassa densità di piantagione e allo sfoltimento attuato con la potatura. Tutti questi fattori, uniti insieme, conferiscono al prodotto tipiche caratteristiche morfologiche ed organolettiche, tra cui la presenza di una quantità elevata di amido, che rendono il Marrone di Caprese Michelangelo DOP estremamente apprezzato e facilmente riconoscibile.

## Metodo di produzione
La densità degli impianti di produzione non deve superare le 120 piante ad ettaro. Negli impianti possono essere ammesse fino ad un massimo del 10% di altre varietà per l'impollinazione. I castagneti da frutto occupano, infatti, una superficie di circa 950 ettari, tutti situati in un'unica area omogenea, con una produzione oscillante intorno a 5-6.000 quintali/anno di “Marroni”.
Il metodo di produzione che prevede le seguenti fasi:
- Raccolta - è consentita a partire dal 20 settembre. Non è ammesso in questa fase l'utilizzo della bacchiatura o di mezzi alternativi di raccolta meccanici e/o chimici in grado di accelerare la caduta del frutto dall'albero. È invece consentito l'impiego della raccattatura meccanica dei frutti, dell'andanatura dei ricci tramite appositi macchinari e della spazzatura delle foglie mediante ventilatori meccanici. È inoltre possibile radunare i ricci chiusi o parzialmente aperti in mucchi, detti “pegliai”, i quali, terminata la cascola naturale, possono essere battuti mediante un grosso rastrello di legno, detto “rigio”, che serve anche a separare le castagne dai ricci o “peglie”. Tutti questi interventi possono essere eseguiti purché non danneggino le caratteristiche del prodotto.
- Cernita e curatura - avviene manualmente e si effettua al fine di scartare i frutti lesionati, o colpiti da agenti patogeni. Il numero dei frutti selezionati non deve superare le 90 unità per kg, per il prodotto in commercio allo stato fresco. È inoltre prevista la fase della curatura, anche se non obbligatoria, che consiste nell'immersione dei frutti in acqua per circa 8-12 giorni, al fine di liberarli da microrganismi aerobi che possono causare la formazione di muffe.
- Essiccazione e sbucciatura - si effettuano solo per l'ottenimento del prodotto secco. Il frutto raccolto è dapprima messo ad essiccare nei tradizionali seccatoi a legna o ad aria calda, sui quali rimane per circa 40 giorni; in seguito si procede alla sbucciatura meccanica del prodotto. Ogni processo descritto deve essere effettuato nella zona di produzione del Marrone di Caprese Michelangelo DOP, per conservare la freschezza del frutto e per garantirne la qualità e la rintracciabilità.
- Confezionamento - da effettuare all'interno della zona di produzione, in tempi brevi in relazione al periodo di raccolta del frutto. Nelle etichette degli appositi pack deve essere riportato il nome del prodotto, Marrone di Caprese Michelangelo, unito all'indicazione della Denominazione di Origine Protetta, in caratteri superiori a tutte le altre iscrizioni. Occorre inoltre che vi sia riportata la scritta “Prodotto della Montagna”, il logo della DOP e la ragione sociale di chi ha effettuato il confezionamento. Il logo del prodotto è unico, e raffigura una castagna stilizzata, al cui interno vi è rappresentata l'effigie di Michelangelo Buonarroti.

## Valenze gastronomiche
Il Marrone di Caprese Michelangelo DOP va conservato in luoghi freschi e asciutti. È ottimo gustato arrostito, glassato, oppure pelato e bollito, accompagnato da un bicchiere di vino dolce, giovane, fresco e profumato, oppure da un vino rosso novello. Si può inoltre utilizzare nella preparazione di molte ricette tradizionali, ottimo ad esempio come ingrediente per prelibate frittelle o per dolci quali il famoso Montebianco.
Ricchi di amido sono ideali per la preparazione dei marron glacé.

## Commercializzazione
Il prodotto è immesso in commercio, dalla fine di settembre fino a dicembre, nella tipologia Marrone di Caprese Michelangelo. Il prodotto fresco viene confezionato in contenitori sigillati da 1; 2; 3,5; 10 e 25 kg, mentre per il secco la confezione è sempre sigillata, ma il peso può essere di 0,5; 1; 2; 3,5; 10 e 25 kg.

## Stagionalità
Il Marrone di Caprese Michelangelo è prodotto da fine settembre fino a dicembre.

## Legislazione
La Denominazione di Origine Protetta Marrone di Caprese Michelangelo ha ottenuto la registrazione europea con regolamento UE n. 1237 dell'11/12/2009 pubblicata sulla GUCE L 332 del 17/12/2009. Con Provvedimento del MiPAF del 18 /12/2009 (pubblicato sulla GURI n. 3 del 05/01/2010) è avvenuta l'iscrizione della denominazione “Marrone di Caprese Michelangelo” nel registro delle denominazioni di origine protette e delle indicazioni geografiche protette.

## Tradizioni
La castanicoltura è da sempre una fonte importante di consistenti risorse economiche ed alimentari per tutta la popolazione del territorio. Proprio per questo motivo intorno alla produzione della castagna sono nate filastrocche e cantilene popolari.